# 一双绣花鞋
《一双绣花鞋》是文革时期手抄本小说，被称为文革“地下文学”第一书。小说内容是侦察科长沈兰与公安人员配合，在群众帮助下，两次挫败国民党特务企图炸毁山城重庆兵工厂、电厂、广播电台等实现反攻大陆的C-3计划。1979年首次公开发表，后被改编为连环画、电影、电视剧。

## 历史
况浩文参与了1951年3月12日-13日重庆“三·一三”大批捕，他发现屋角带有穿衣镜的衣柜下一双绣花鞋动了一下，印象深刻，于1958年创作了小说《一双绣花鞋》。文革中被广为传抄。文革结束后，电影文学剧本《一双绣花鞋》发表于1979年《红岩》杂志第一期，一时洛阳纸贵，印数达23万。被改编成电影《雾都茫茫》、多种戏剧、电视连续剧《C-3计划》。

## 评论
张书群：就作者对“镇反”故事的历史重构以及不断被传抄而形成的文本内部而言，小说实际上是在用“工农兵”文学的筐装具有“刺激性”、“神秘性”、“世俗性”效果的“反特”故事与言情故事，用以“党性”与“国家、人民利益”为重的革命文学来演绎通俗文学的核。